# A-90 小鹰
A-90 小鹰（俄语：Орлёнок）是一款由苏联阿列克谢耶夫中央水翼设计局设计的地效飞行器，设计师为罗斯季斯拉夫·葉夫根尼耶維奇·阿列克谢耶夫。
A-90可以利用地面效应在离地面几米的高度飞行。其被苏联归类为B类地效飞行器——飞行高度可以达到3,000米（9,800英尺），是A 类（仅限于在地面效应区内飞行）和 C 类（仅在起飞和着陆期间利用地面效应，其他功能与一般飞机一样）之间的一类地效飞行器。

## 技术规格
参考资料：
基本信息
- 机组：6
- 容量：150人 / 28,000（61,729磅）
- 長度：58.1米（190英尺7英寸）
- 翼展：31.5米（103英尺4英寸）
- 高度：16.3米（53英尺6英寸）
- 机翼面积：304平方（3,270平方英尺）
- 最大起飛重量：140,000（308,647英磅）
- 发动机：1台库兹涅佐夫NK-12MK涡桨引擎，11,033千瓦特（14,795匹軸馬力）
- 发动机：2台库兹涅佐夫NK-8-4K涡扇引擎，每台103千牛頓（23,000英磅力）推力
- 螺旋桨：8桨叶匀速同轴反转螺旋桨

性能
- 最大速度：400每小時（249英里每小時；216節）
- 航程：1,500（932英里；810海里）
- 升限：3,000（9,800英尺）

武器

- 機槍：2 x 12.7 mm机枪，装于背侧炮塔中